# NGC 1815
NGC 1815 je otvoreni skup u zviježđu Stolu. 

## Vanjske poveznice
- SEDS: NGC 1815